# Kim (chanteur)
Pour les articles homonymes, voir Kim.
 (janvier 2013).
Si vous disposez d'ouvrages ou d'articles de référence ou si vous connaissez des sites web de qualité traitant du thème abordé ici, merci de compléter l'article en donnant les références utiles à sa vérifiabilité et en les liant à la section « Notes et références ».
Kim, de son vrai nom Kim Stanislas Giani, est un chanteur et multi-instrumentiste français né à Cannes en 1977.

## Biographie
Fils de musicien (son père Patrick Giani était batteur avec Jacques Higelin dans les années 70), Kim apprend la batterie dès l'âge de 10 ans dans une école de jazz à Bordeaux. À l'âge de 14 ans, il passe à la radio pour la première fois avec une longue pièce expérimentale pour chariot de supermarché. À cette époque, il décide d'apprendre à jouer de plus en plus d'instruments de musique.
À 15 ans, il obtient son premier article dans Magic Revue Pop Moderne. En 1994, il enregistre son premier 45 tours à l'âge de 16 ans. Puis en 1996, il sort son premier album, Our Dolly Lady Lane In Mk Land, dans lequel il joue d'une quinzaine d'instruments.
En 2000, l'album The Hard Rock (Spirit/Wagram), lui permet de tourner plus que par le passé, accompagné d'un groupe à géométrie variable et joue en France, Belgique, Allemagne, Italie, Hollande et Angleterre. Pour ses concerts, Kim reprend la formule solo et traverse à nouveau la France en train à partir de 2004. En 2005, il enregistre son propre album, Kim is dead, avec l'aide de ses amis Herman Dune, Calc, The Film, Aspo, Cocktail Bananas et autres. Le groupe Dionysos l'invite alors à ouvrir pour quelques dates de leur tournée, durant un an, l'amenant à jouer au Zénith et à l'Olympia de Paris.
En 2008, Kim s'installe à Paris et sort Don Lee Doo, son 17e album et qui lui permet de tourner en France, Belgique et Allemagne, Irlande, Canada et Luxembourg. Olivia Ruiz l'invite à jouer de l'omnichord sur son album Miss Météores et sur son single Elle Panique qui devient numéro un des ventes en France en 2009. Après avoir été l'un des premiers à jouer des concerts privés sur le logiciel Skype, Kim lance sa webtv, « Telekim », un blog vidéo en plus de son blog et de quelques bédés et expositions de dessins.
En 2009, Kim rencontre la pianiste chanteuse Cléa Vincent. Les deux décident d'écrire ensemble deux chansons. L'une d'elles, Happée coulée sera reprise dans le premier album de la chanteuse Luce. Au même moment Kim Giani coécrit Off the wall de Yuksek pour le nouvel album de ce dernier. Kim y chante également le refrain, joue la guitare et l'omnichord. Dans la foulée Kim crée des personnages fictifs pour interpréter des chansons qu'il écrit dans l'urgence et l'humour et qu'il publie sous des noms tels Jean-Pierre Fromage ou Béton Plastic. Il écrit aussi une musique pour un spectacle pour enfants, PLAY, qu'il joue aussi sur scène aux côtés de Céline Garnavault. La musique sort en disque en 2012. Kim tourne aussi comme musicien de Mathias Malzieu.
En 2009, il publie l'album Mary Lee Doo
En 2011, Kim publie un album pop Radio Lee Doo ,,.
En avril 2012, pour la tournée unique en France de Daniel Johnston, Kim l'accompagne en tant que guitariste et batteur. La même année, il publie l'album And Then We Take Another Road .
En 2013, KIM réalise le mini album Fais moi mal, Boris ! de Carmen Maria Vega , joue tous les instruments et arrange le répertoire scénique de la tournée du même nom. Il joue aussi dans une publicité pour Peugeot. 
Chaque lundi de 2013, il publie un morceau inédit sur internet qu'il regroupe en fin d'année dans le triple album Dreamarama. 
En 2013, il décide de former le groupe Les chansons de ma tante qui reprend les chansons de sa tante Joyce Giani, chanteuse des années 80. Un album sortira en 2017.
En 2014, il écrit la musique du premier single de Mathias Malzieu autour de ses lectures musicales et intègre la troupe du spectacle Mistinguett comme musicien. Il sort aussi l'album LOST MAMBOS, LOFI’S ANTHECHRIST MASSACRE AND BLUES DE GEEK. Un autre album sort cette année là Ballads, ou Kim est accompagné d’artistes comme Paulette Wright, Mathias Malzieu, Baptiste W Hamon, Batist,  ou Cléa Vincent 
En 2015, il publie Banjo Tape, distribué uniquement en cassette et numérique où il chante et s'accompagne uniquement d'un banjo , mais aussi Kim sing the blues, un album de reprises Blues ,.
En 2016, il publie simultanément deux albums instrumentaux, De La Drum et De La Piano où il ne joue respectivement que de la batterie et que du piano. Ces albums reprennent la bande son du spectacle DE LA.
En 2017, il écrit un seul-en-scène La musique, tout ça, tout ça où il interprète Euterpe, qui conte l'histoire de la musique au plus jeunes . Il publie, cette même année son 32e album, intitulé Blues de Geek Manifesto,,.
Kim Avec Jorge Bernstein et son groupe les Pioupioufuckers écrivent et enregistrent en 2018 KIM meets Jorge Bernstein & The Pioupioufuckers,.
En 2019, il enregistre un disque de reprises du chanteur Daniel Johnston KIM sings Daniel Johnston  où il interprète 11 chansons .
Uku Tape est publié en 2019 et est uniquement enregistré avec un ukulélé ,,.
En 2020, il enregistre et publie un disque uniquement composé à l'omnichord de seulement deux très longues chansons Omnichordia,,,.
En 2020, il enregistre et publie un disque piano-voix avec Cléa Vincent Les sessions du Carreau capturées par Cléa Vincent enregistré au Carreau du Temple à Paris ,,,.
En 2021 KIM lance une série d’albums sur mesure, chantés joués enregistrés et décorés sur mesure en vinyle pour un seul auditeur à la fois. Chaque commanditaire reçoit un album à un seul exemplaire joué et enregistré pour elle ou lui, tel un concert sans public gravé dans le vinyle. A ce jour il a déjà enregistré une quarantaine de ces disques uniques et totalement introuvables. 
Il lance en parallèle une page sur Patreon avec du contenu totalement inédit sur abonnement, des chansons, des vidéos, des disques officiels en avance, des tableaux et des concerts à domicile, tout est en circuit privé.

## Discographie

### En solo sous le nom de KIM
Albums
- 1996 : Our Dolly Lady Lane In Mk Land (Karina square/Semantic)
- 1996 : Electro Mk Collection (Paperplane rec)
- 1997 : Melodin Sane (Nemo rec)
- 1997 : Record Clown (Mk label)
- 1998 : Radio Dub -double album- (Mobile/Tripsichord)
- 1999 : Folk Organ (Mobile/Ovale)
- 2000 : Metalic Sane (Mobile/Tripsichord)
- 2000 : The Hard Rock (Spirit/Wagram)
- 2001 : La Cuisine Selon Certains Principes (Mk label)
- 2001 : Goodbye Lady Lane (Odette/Mosaic)
- 2002 : Married On (Odette Mosaic)
- 2003 : Archiconventionnel : Volume 1: répétitif (Mk label)
- 2005 : KIM Is Dead (Time tunnel rec)
- 2006 : Archiconventionnel : Volume 2:synthétique (Mk label)
- 2006 : Rock N Roll Calvaire (Z and Zoe rec)
- 2007 : Fatal Mambo (Z and Zoe rec)
- 2008 : Don Lee Doo (Vicious Circle/Discograph)
- 2009 : Mary Lee Doo (Vicious Circle/Discograph)
- 2011 : Radio Lee Doo (Gimme shelter/Modulor)
- 2012 : And then we take another road (Gimme shelter/Believe)
- 2012 : Play : musique originale du spectacle (Gimme shelter/Believe)
- 2013 : Dreamarama -triple album- (gimme shelter/Mk Label/Believe)
- 2014 : Kims x Kim, album de reprises d'interprètes se nommant Kim (Kim Gordon, Kim Fowley, Kim Wilde, Kim Deal...) (gimme shelter)
- 2014 : Ballads (Mk Label/Believe)
- 2014 : Lost Mambos, Lofi's Anthechrist Massacre and Blues de Geek, singles & coussinets 1994/2014 except dreamaramas -double album-(Mk Label/Believe)
- 2015 : Banjo Tape (Equilibre Fragile/Believe)
- 2015 : Sings the blues at Midnight Special Records(Midnight Special Records)
- 2015 : musique du spectacle Les Fusées (mk label/Believe)
- 2016 : De La Drum (mk label/Believe)
- 2016 : De La Piano (mk label/Believe)
- 2016 : musique du spectacle Planète Fanfare (mklabel/believe)
- 2017 : Blues de Geek Manifesto(Midnight Special Records)
- 2018 : Blues de Geek Manifesto Débarrassé (mklabel/believe)
- 2018 : Blues de Geek Manifesto Italiano (mk label/believe)
- 2018 : KIM meets Jorge Bernstein & The Pioupioufuckers at the Bernstein Corporation: Violence Ultimatum (Super Apes Records)
- 2019: Uku Tape  (Equilibre Fragile rec)
- 2019: Sings Daniel Johnston  (Folkmica records)
- 2019: Lost mambos & riz wok (mk label)
- 2019: Bandes magnétiques 1992 (mk label)
- 2019: Improvisations à la galerie du Pop Up (mk label)
- 2020: Omnichordia (mklabel)
- 2020: Les sessions du carreau capturées par Cléa Vincent (mklabel)
- 2020: Lo Tek Nomenclatura (mklabel)
- 2020: Route Départementale 89 (mklabel)
- 2020: Route Départementale 75 (mklabel)
- 2020: 55 improvisations durant le confinement (mklabel)
- 2020: Confinado (mklabel)
- 2020: Rocks (Super Apes)
- 2021:

 Sings The Cure (mk label)
- 2023:

Aba Gama  (Z&Zoé)

### sous d’autres noms
CALME
- 2011: Calme (mk label)
- 2011: paisible (mk label)
- 2011: Sieste (mk label)
- 2011: Dodo (mk label)
- 2013: Calme Playa (mk label)
- 2016: Repos (mk label)
- 2018: Piano relaxant (mk label)
- 2018: Méditation (mk label)
- 2020: Dimanche (mk label)

MK MACHINE MUSIC
- 2011: MK Machine Music (mk label)

Laptop Sisters
- 2012: 1 (mk label)
- 2013: 2 (mk label)
- 2016: 3 (mk label)
- 2017: 4 (mk label)

Ronaldo Banjo
- 2016: VS Royal Elvis (mk label)

Marc Hibo
- 2016: Marc Hibo (mk label)
- 2018: Bassins à flot (mk label)

Stan G
- 2016: Stan G (mk label)

Jean Pierre Fromage
- 2016: Enfin l’album! (mk label)

Charles Ezeimer
- 2018: Chante (mk label)

Les Clopes
- 2019: Les Clopes (Craignos)

Béton Plastic
- 2020: Béton Plastic (Craignos)

Gainsbite
- 2019: Amour animal (mk label)

Et singles sous les noms de Elles Sont Imparfaites, Robot Caca, Béton Plastic, Michel Bonsoir, Etc
Digital et virtuel
Kim réalise depuis 2010 des enregistrements uniquement disponibles en mp3 sur internet hors des plateformes officielles. On peut trouver des chansons isolées et inédites sur son blog Coussinet ou via son bandcamp  
Bandes Dessinées et tableaux
Kim dessine sur des tableaux disponibles lors d’expositions ou via internet  ou sur un format de bédés fanzines
« Les aventures de Le Facteur »(2002), « Pensées gratuites »(2004), « Dans le train »(2008), « les palpitantes aventures de Christian »(2010), « Double Ketchup »(2011), « Carnets »(2014), « La planète Fromage »(2017)

### Participations
Kim a également participé, sous le nom de Kim, Kim Giani ou Kim Stanislas Giani, à de nombreux albums et concerts en tant que musicien ou paroliers ou compositeur, ou réalisateur pour Carmen Marie Vega, Luce, Yuksek, Clea Vincent, Olivia Ruiz, Daniel Johnston, The Film, Lemoncurd, Fandor, Nuer, Pull, El Boy Die, Cocktail Bananas, Samba Wallace, Jellybears,  PacoVolume, Jorge Bernstein & the Pioupioufuckers, Grand West, Victorine, Batist, Sofia Bolt, Baptiste Hamon, Mathias Malzieu, My Broken Frame, Anfa, Fictions, Junior Vic Band